# Bevier
Bevier és una població dels Estats Units a l'estat de Missouri. Segons el cens del 2000 tenia 723 habitants.

## Demografia
Segons el cens del 2000, Bevier tenia 723 habitants, 303 habitatges, i 195 famílies. La densitat de població era de 324,6 habitants per km².
Dels 303 habitatges en un 32,3% hi vivien nens de menys de 18 anys, en un 49,2% hi vivien parelles casades, en un 12,2% dones solteres, i en un 35,6% no eren unitats familiars. En el 32,3% dels habitatges hi vivien persones soles el 15,5% de les quals corresponia a persones de 65 anys o més que vivien soles. El nombre mitjà de persones vivint en cada habitatge era de 2,39 i el nombre mitjà de persones que vivien en cada família era de 3,02.
Per edats la població es repartia de la següent manera: un 26,4% tenia menys de 18 anys, un 8,2% entre 18 i 24, un 27,8% entre 25 i 44, un 20,2% de 45 a 60 i un 17,4% 65 anys o més.
L'edat mediana era de 37 anys. Per cada 100 dones de 18 o més anys hi havia 90 homes.
La renda mediana per habitatge era de 28.250 $ i la renda mediana per família de 34.479 $. Els homes tenien una renda mediana de 25.078 $ mentre que les dones 17.284 $. La renda per capita de la població era de 13.099 $. Entorn de l'1,6% de les famílies i el 7,6% de la població estaven per davall del llindar de pobresa.

## Poblacions més properes
El següent diagrama mostra les poblacions més properes.